# Авдотьинский сельсовет (Волоколамский район)
Авдотьинский сельсовет — упразднённая административно-территориальная единица, существовавшая на территории Московской губернии и Московской области до 1939 года.
Авдотьинский сельсовет возник в первые годы советской власти. По состоянию на 1921 год он входил в Аннинскую волость Волоколамского уезда Московской губернии.
В 1924 году к Авдотьинскому с/с был присоединён Голубцовский с/с.
По данным 1926 года в состав сельсовета входили 2 населённых пункта — Авдотьино и Голубцово.
В 1929 году Авдотьинский сельсовет был отнесён к Волоколамскому району Московского округа Московской области.
17 июля 1939 года Авдотьинский сельсовет был упразднён. При этом его территория (селения Авдотьино и Голубцово) была передана в Ченецкий сельсовет.